# Hans Joachim Hirsch
Hans Joachim Hirsch (Wittenberge, 11 de abril de 1929 - Colônia, 9 de setembro de 2011), foi um jurista alemão.
Hans Joachim Hirsch nasceu em 11 de abril de 1929 em Wittenberge, cidade na qual o seu pai trabalhava como engenheiro para o governo alemão. Em decorrência do ofício do pai, morou em outras cidades durante a juventude, tais como Berlim, Endem e Stettin. Em 1943 a família muda para Pasewalk por temer o regime nazista, uma vez que o sobrenome "Hirsch" era comum entre as famílias judias da época.
Após decidir que não seguiria o ofício do pai, decidiu começar os seus estudos na Faculdade de Direito da Universidade de Göttingen e uma breve passagem na Universidade de Heidelberg, na qual teve aulas com Karl Engisch, e retornou para Göttigen, onde foi discípulo de Hans Welzel. Quando Welzel obteve uma cátedra na Universidade de Bonn, este ofereceu a Hirsch a oportunidade de orientá-lo no doutorado, proposta esta prontamente aceita e o objeto da tese foi a teoria dos elementos negativos do tipo. Em 1959 passou um período de seis meses na London School of Economics com o auxílio de uma bolsa do DAAD. Em 1966 defende o seu trabalho de habilitação, também sob a orientação de Welzel, versando sobre os crimes contra a honra. Um ano depois, em 1967, obteve a sua primeira cátedra na Universidade de Regensburg, onde lecionou até o final de 1974, quando aceitou o convite para assumir a cátedra da Universidade de Köln. Em 1994, aos 65 anos, optou pela aposentadoria e tornar-se Professor emérito e aceitou lecionar na Universidade de Halle, a qual encontrava-se em processo de reconstrução após a reunificação da Alemanha. Em 11 de abril de 1999 completou 70 anos, razão pela qual foi homenageado com um Festschrift e a recompilação dos seus principais trabalhos. Faleceu em 09 de setembro de 2011, na cidade de Colônia, aos 82 anos.

## Principais contribuições
Hirsch pode ser descrito como um dos principais defensores do Finalismo na teoria do delito, propondo subsídios para este modelo teórico e sendo um crítico ferrenho das demais alternativas, sobretudo em relação ao funcionalismo penal. Dentre os trabalhos desenvolvidos pelo autor foram objeto de grande atenção as suas objeções às teoria dos elementos negativos do tipo e da imputação objetiva. Embora defensor do finalismo, recusou a teoria da adequação social formulada por Welzel e a priorização do desvalor de ação em detrimento do desvalor do resultado proposta por Armin Kaufmann. Publicou em vários periódicos nacionais e internacional, com boa parte dos seus trabalhos traduzidos para o espanhol ou português. Foi comentarista do Leipziger Kommentar.

## Principais obras
- Die Lehre von den negativen Tatbestandsmerkmalen. Der Irrtum über einen Rechtfertigungsgrund. Bonn: Roehrscheid, 1960. ( = Obras completas. La doctrina de los elementos negativos del tipo penal. El error sobre las causas de justificación. Santa Fe: Rubinzal-Culzoni, 2005. v. IV)
- Ehre und Beleidigung. Grundfragen des strafrechtlichen Ehrenschutzes. Karlsruhe: C. F. Müller, 1967.
- Obras completas. Santa Fe: Rubinzal-Culzoni, 1999/2000/2002/2005/2011. Publicada em cinco volumes.
- Comentários prévios ao § 32 e ss; comentários aos §§ 34-35. In: Burkhardt/Jänke (ed.). Strafgesetzbuch. Leipziger Kommentar. Großkommentare der Praxis. 11. Auflage. Band 2. Berlin: De Gruyter, 2003.
- Comentários aos §§ 225-233. In: Burkhardt/Jänke (ed.). Strafgesetzbuch. Leipziger -Kommentar. Großkommentare der Praxis. 11. Auflage. Band 6. Berlin: De Gruyter, 2005.
- Strafrechtliche Probleme. Hrsg. von Günter Kohlmann. Berlin: Duncker & Humblot, 1999.
- Strafrechtliche Probleme. Band II. Hrsg. von Hans Lilie. Berlin: Duncker & Humblot, 2003.

## Literatura
- DEMETRIO CRESPO, Eduardo. Hans Joachim Hirsch. Revista penal, v. 29, p. 272-276, 2012.
- GIMBERNAT ORDEIG, Enrique. Hans Joachim Hirsch. Anuario de derecho penal y ciencias penales, v. 64, p. 05-09, 2011.